# Бандера (Техас)
Банде́ра (англ. Bandera) — небольшой город в Техасе (США), окружной центр одноимённого округа.

## География
Бандера находится в центральной части Техаса, в местности под названием Хилл-Кантри. Площадь города составляет 3,1 км², открытых водных пространств нет, хотя с юга город огибает река Медина. Через город проходит автомагистраль Texas State Highway 16.

## История
Согласно памятному знаку, установленному в центре городка, Бандера была основана эмигрантами из Польши, последователями Римско-католической церкви. Ими в 1876 году была построена церковь Св. Станислава, которая ныне является одной из старейших церквей Техаса. Имя поселения происходит от испанского слова, означающего «флаг». Прозвище Бандеры — «Ковбойская столица мира».
Работы по возведению города начались в 1855 году силами шестнадцати польских семей, официальной датой основания считается 1857 год. Вскоре в Бандере было развито хлопководство и скотоводство (в 1870 году на 649 жителей приходилось 4740 голов скота). В 1868 году было построено здание суда. В начале XX века экономика городка потерпела заметное потрясение в связи с рядом разрушительных наводнений. В 1915 году по городу прошёлся пожар, на следующий день после которого была образована пожарная дружина. До постройки шоссе на Сан-Антонио в 1936 году Бандера была фактически оторванной от остального мира. В 1964 году поселение получило статус города (city), несмотря на свои весьма скромные размеры и население. В 1978 году город вновь постигло разрушительное наводнение, заставившее власти вплотную заняться вопросом безопасности Бандеры.
По состоянию на 2013 год в городе работают медицинская и ветеринарная клиники, лесопилка, библиотека, семь церквей, музей и старшая школа Bandera High School, в которой обучаются почти 800 учеников.

## Демография
Согласно переписи населения 2010 года в городе проживало 857 человек, было 361 домохозяйство и 199 семей. Расовый состав города: 93,9 % — белые, 0,8 % — афроамериканцы, 0,6 % — коренные жители США, 0,8 % — азиаты, 0 % (0 человек) — жители Гавайев или Океании, 2,7 % — другие расы, 1,2 % — две и более расы. Число испаноязычных жителей любых рас составило 18,8 %.
Из 361 домохозяйства, в 24,4 % живут дети младше 18 лет. 38,2 % домохозяйств представляли собой совместно проживающие супружеские пары (13,6 % с детьми младше 18 лет), в 11,4 % домохозяйств женщины проживали без мужей, в 5,5 % домохозяйств мужчины проживали без жён, 44,9 % домохозяйств не являлись семьями. В 39,6 % домохозяйств проживал только один человек, 19,7 % составляли одинокие пожилые люди (старше 65 лет). Средний размер домохозяйства составлял 2,11 человека. Средний размер семьи — 2,8 человека.
Население города по возрастному диапазону распределилось следующим образом: 18,1 % — жители младше 20 лет, 16,9 % находятся в возрасте от 20 до 39, 35,8 % — от 40 до 64, 29,2 % — 65 лет и старше. Средний возраст составляет 51,6 года.
Согласно данным пятилетнего опроса 2018 года, средний доход домохозяйства в Баллинджере составляет 31 500 долларов США в год, средний доход семьи — 43 611 долларов. Доход на душу населения в городе составляет 18 255 долларов. Около 10,8 % семей и 19,1 % населения находятся за чертой бедности. В том числе 23,3 % в возрасте 65 и старше.

## Галерея
- Бандера — «Ковбойская столица мира»
- Баптистская церковь
- Бывшая окружная тюрьма
- Бывший окружной суд

## Достопримечательности
- Музей Frontier Times Museum — работает с 1933 года[18]